# سبع فضائل
 التعليم المسيحي للكنيسة الكاثوليكية تعرف الفضيلة بأنها  «مزية أخلاقية، وهي ما يتسم بالخير من صفات أو شيم الشخصية.» منذ القدم، فإن السبع فضائل المسيحية أو الفضائل السماوية  كانت تجمع  بين الفضائل الكلاسيكية الأربعة وهي الحكمة، والعدالة، والاعتدال، والشجاعة (أو الثبات) مع الفضائل اللاهوتية الثلاثة وهي الإيمان، والأمل، والعمل الخيري. وتم اعتماد هذه الفضائل من قبل آباء الكنيسة بأنها الفضائل السبعة.

## الفضائل الكلاسيكية
اعتبر الفلاسفة اليونانيين أرسطو وأفلاطون أن الاعتدال، والحكمة، والعدل، والشجاعة هم  أكثر الفضائل  المرغوب فيها في الصفات الشخصية. كتاب الحكمة هو واحد من سبعة كتب عن أدب الحكمة أدرجت في السبعونية. الحكمة 8:7 تقول ثمار الحكمة هي «... الفضائل؛ لأنها تعلم الاعتدال والحكمة والعدل والثبات، ولا شيء في الحياة هو أكثر فائدة بالنسبة للرجال أكثر من هذه الفضائل.»
نتاج هذه الفضائل الأخلاقية هو الاتجاهات، والتصرفات، والعادات الجيدة التي تحكم أفعال  ومشاعر وسلوك الشخص. يقول إيمانويل كانت: «الفضيلة هي القوة الأخلاقية لتلبية ما يمليه الواجب». الفضائل الكلاسيكية هي الحكمة والعدل والثبات، والاعتدال.
- الحكمة، هي القدرة على التحكم وضبط النفس عن طريق استخدام العقل.[4] وتسمى (عجلة الفضائل) لأنها توجه الفضائل الأخرى.[5]
- العدالة، هي الفضيلة التي تنظم تعامل الرجل مع الآخرين. [6]
- الثبات، يعتبر توماس الأكويني الثبات بأنه الصفة الثالثة بعد الحكمة والعدالة ويعادلها مع الشجاعة والتحمل. الصبر والمثابرة هي الفضائل المتعلقة الثبات.
- الاعتدال، هو أن فضيلة أخلاقية التي تنضبط من خلالها الشهوات والملذات.

اعتبر الفلاسفة بأن عدم الترابط بين الفضائل مثل الشجاعة من دون الحكمة يزيد من المخاطر والتهور. وهذا في كثير من الأحيان يسمى «وحدة الفضائل».

## الفضائل اللاهوتية
الفهم التقليدي للاختلافات في طبيعة الفضائل الكلاسيكية واللاهوتية، هو أن الفضاءل اللاهوتية لا يمكن الوصول إليها بشكل كامل في البشر دون مساعدة من الله. كل الفضائل تهدف في مجملها إلي جعل الشخص يتصرف بما  يفضي إلى سعادته الحقيقية.

## سبع فضائل سماوية وسبع خطايا مميتة
قائمة من سبعة فضائل سماوية والتي تعارض السبع خطايا المميتة ظهرت في وقت لاحق في قصيدة ملحمية بعنوان معركة الروح. كتبها أوريليوس كليمنس الحاكم المسيحي الذي توفي حوالي 410 بعد الميلاد، حيث يصف المعركة بين فضائل الخير ورذائل الشر. ساعدت الشعبية الهائلة لهذا العمل في العصور الوسطى على انتشار مفهوم الفضيلة المقدسة في جميع أنحاء أوروبا.

أيقونة مارونية تظهر الجنة: يجلس السيد المسيح بمجد وسط الأيقونة يحيط به ملائكة الكاروبيم بينما يقف إلى يمينه ويساره مار مارون ومار بطرس والملاكان جبرائيل وميخائيل، أما في القسم السفلي من الأيقونة تظهر العذراء وسائر المؤمنين في النعيم الأبدي، وقد كتب السريانية والعربية واليونانية، قدوس

بعد أن أصدر البابا غريغوري قائمة الخطايا السبع المميتة في 590 ميلادياً، فإن الفضائل السبع أصبحت العفة، والاعتدال، والعمل الخيري، والاجتهاد، والصبر، واللطف، والتواضع. ممارسة هذه الفضائل يقال أنها تحمي ضد إغراء الخطايا السبع المميتة.
| الفضيلة      | المعنى                          | الخطيئة |
| ------------ | ------------------------------- | ------- |
| العفة        | النقاء،الامتناع عن ممارسة الجنس | شهوة    |
| الاعتدال     | الإنسانية، الاتزان              | الشراهة |
| العمل الخيري | الخير،الكرم،التضحية             | الطمع   |
| الاجتهاد     | الجهد، الأخلاق                  | كسل     |
| الصبر        | المغفرة، الرحمة                 | غضب     |
| اللطف        | الرضا                           | الحسد   |
| التواضع      | الشجاعة، التواضع، الخشوع        | فخر     |

## وصلات خارجية
- Hoopes, Tom. "Seven Passion Sins and Virtues", National Catholic Register